# 白金狐作戦
白金狐作戦(はっきんきつねさくせん、ドイツ語: Unternehmen Platinfuchs)とは、第二次世界大戦中の1941年6月に始まった、フィンランド領ペツァモからムルマンスクを攻略しようとしたドイツ軍の作戦。北極圏で、師団規模以上の戦闘が行われた数少ない事例のひとつ。ドイツ軍は、約25km前進したが、ソ連軍の激しい抵抗、不十分な補給、地形の困難さなどにより進撃は停止し、冬の始まる前の9月に、作戦は打ち切られた。

## 背景
ムルマンスクは、暖流のおかげで高緯度にもかかわらず年間を通じて氷結しない不凍港で、ロシアの西側への窓口として重要であった。レニングラードとムルマンスクの間を結ぶムルマンスク鉄道が第一次大戦中に敷設され、ロシア本土と直結していた。しかし、ペツァモとムルマンスクの間は、軍事作戦に適した道路はなく、多くの場所は、樹木も生えないむき出しの永久凍土（ツンドラ）で、進撃には多大の困難が予想された。更に、ペツァモ地区のドイツ軍は、補給をノルウェー沿岸航路に頼っていたが、このルートは、イギリス海軍とソ連海軍の脅威にさらされていた。

## 作戦計画
1940年のフィンランド・ソ連国境からムルマンスクまでは、約90kmである。ドイツ軍の作戦構想は、国境より二個山岳兵師団でムルマンスクに向かい、10月の冬の到来前に、北極狐作戦でカンダラクシャを攻略後、北上してくるXXXVI軍団と協同で、ムルマンスクを攻略する、というものであった。
ディートルは、ペツァモからムルマンスクの間は、東西の道路は十分でなく軍事行動に適さないし、冬季は補給も出来ないので、カンダラクシャを攻略できなければ、たとえムルマンスクを攻略できたとしても部隊の生存もおぼつかないから、ペツァモ地区では守勢を維持し、主攻勢は、ケミヤルヴィ→サッラ→カンダラクシャの線で行うべきだと、5月に国防軍最高司令部(OKW)に意見書を出したが、これは通らなかった。

## 両軍の戦闘序列(1941年6月29日)

### ドイツ軍
- ノルウェー駐留軍(ニコラウス・フォン・ファルケンホルスト上級大将)
  - 山岳軍団(エデュアルト・ディートル山岳兵大将)
    - 第2山岳兵師団
      - 136連隊
      - 137連隊
      - SS第9歩兵連隊(8月より)

    - 第3山岳兵師団
      - 138連隊
      - 139連隊
      - 第388歩兵連隊(8月より)

    - フィンランド・イヴァロ国境警備大隊
- 第5航空艦隊
  - 作戦機　約60.[4]

### ソ連軍
- 第14軍(ワレリアン・アレクサンドロビッチ・フロロフ中将)
  - 第14狙撃兵師団
  - 第52狙撃兵師団
  - Polyarnyy師団

## 戦いの推移
6月29日に、ディートルの山岳軍団は、1940年国境を越え、東に進撃を始めた。左側（海側）を第2山岳兵師団(136連隊、137連隊)がペツァモの東から、Titovka集落を経てリスタ村へ。右側（陸側）を第3山岳兵師団(138連隊、139連隊)がルオスタリから、Chapr湖→Motovka集落と進出して、リスタ村を南側から攻略。さらにその90km南から、イヴァロ大隊が、山岳軍団の側面を支援するために牽制攻撃を行う、というのが最初の計画であった。初日は、山岳兵部隊は、ソ連軍の国境陣地を突破して進撃を続けた。計画では、リョーバチ半島のソ連軍を封じ込める為に、1個大隊を派遣して栓をする予定であったが、ソ連軍の圧力が強いので、136連隊はリョーバチ半島に2個大隊を派遣する羽目になった。
6月30日に、第2山岳兵師団の136連隊は、国境から約10kmのTitovka集落を占領した。しかしOKWの作戦地図に示されていたTitovkaからリスタ村への道は、存在しないことがわかった。また、第3山岳兵師団も、29日にChapr湖からMotovka集落への道は存在しないことを発見した。それらの原因は、OKWの作戦地図は、ソ連の地図をもとにしていたが、ソ連製地図の電話線とラップ人が使う小径を、OKWの地図作成者は道路と誤認していたことであった。
激しい戦闘の末、7月3日には、137連隊はリスタ村を占領し、7月4日には、136連隊の2個大隊は、リョーバチ半島の根元に防衛線を設けて、ソ連軍を封じ込めたが、ソ連軍は砲兵に支援された1個連隊相当で、強圧をかけつづけた。
7月6日に、両師団によるリスタ川を渡っての攻撃が行われたが、激しいソ連軍の抵抗にあった。なんとか、第3山岳兵師団の戦線では、2個大隊が川をこえて幅1.5kmの橋頭堡を築いた。しかし、同じ日に、ソ連軍は、北方艦隊の支援の元、リスタ湾口の東と西に、それぞれ1個大隊を上陸させた。この新たな脅威に備えるために、第2山岳兵師団は、1個大隊を配置し直した。リスタ川の主戦線では、ソ連軍の反撃は跳ね返したものの、7月8日に攻撃は中止された。
第5航空艦隊の60機の作戦機による支援は、約350km南方の北極狐作戦区域も含めてのもので、ソ連空軍の活動やソ連軍の沿岸上陸作戦を妨げることはできななかった。
7月13日には、2回目のリスタ川の防衛線をうちやぶるべく総攻撃が行われた。しかし、別のソ連軍部隊がリスタ湾の北に上陸したという報告があり、この側面の脅威を除去しない限り、リスタ川の東へ進むのは危険で、7月18日に攻勢作戦は中止された。
ディートルの増援要求にこたえて、ファルケンホルスト指揮下の在ノルウェー部隊からの2個連隊が、増援されることになった。さらに、マンネルハイムは、フィンランド第14歩兵連隊の派遣を約束し、この部隊はリョーバチ半島の戦線を肩代わりすることになった。しかし、これらの部隊の到着は8月になる見込みだった。7月30日に、ヒトラーとOKWは、第6山岳兵師団の増援を決めたが、この部隊はギリシアにいたので、最善のケースでも作戦行動が可能な9月中にペツァモ地区に到着する見込みは、薄かった。
8月2日から、ディートルの山岳兵の4個大隊は、リスタ湾のソ連軍を掃討する作戦を行い8月5日には、リスタ湾口のソ連軍橋頭堡を除去した。
OKW,ノルウェー駐留軍、山岳軍団の間で、今後をどうするか協議されたが、第6山岳兵師団の到着は当てにせず、2個連隊の増援を受けた後に冬が来る前に、リスタ川のソ連軍防衛線を突破して、ムルマンスクか最低でも、コラ湾口のPolyarnyyを攻略することになった。ディートルもブッシェンハーゲンも、この作戦には非常に懐疑的であったが、ファルケンホルストは作戦の実施を命じた。山岳軍団は、8月を攻勢準備にあて、9月に総攻撃を行うことになった。
リスタ川戦線での最後の攻勢は、9月8日に開始された。ドイツ軍の計画は、第2山岳兵師団の137連隊とSS第9歩兵連隊は、北側橋頭堡よりリスタ川ソ連軍陣地の右翼を迂回して、173.7丘まで東進しそれから南へ進んでニュー道路に出る。第3山岳兵師団の戦線では、第388歩兵連隊が正面攻撃をおこなってソ連軍を牽制し、138連隊と139連隊はソ連軍リスタ川陣地左翼を迂回し、Kuirk湖を経て、ソ連軍リスタ川陣地とコラ湾をつなぐロシアン道路へ向かう。ロシアン道路とニュー道路の分岐点からニュー道路に沿って北上し、ニュー道路を南下してくる第2山岳兵師団と手をつなぐ、という計画である。
作戦第一日(9月8日)は、第2山岳兵師団は、比較的スムーズに前進し、173.7丘に到達した。第3山岳兵師団も、右翼部隊は、比較的スムーズに進撃でき、Kuirk湖の狭水路から2キロの地点まで進出した。しかし、第388連隊の戦線では、部隊は正面攻撃をおこない2個大隊は、川を渡って目標の丘の手前まで進んだが、ドイツ軍の事前砲撃がやむと、先頭の部隊は四囲からソ連軍の銃火を浴び始めた。午後には状況は深刻になり、連隊長は部隊の壊滅を避けるために川の西岸への退却を求め、師団長は退却を許可したが、それまでに連隊は大損害をだしてしまった。二日目(9月9日)には、第2山岳兵師団の戦線で、SS第9歩兵連隊の2個大隊は、ソ連軍陣地の存在にきづかず、やりすごしてから、四方から銃火と迫撃砲、重砲による砲撃をうけ、ソ連軍の反攻にあって、部隊は潰走し、山岳兵部隊が介入してなんとか戦線は維持された。第2山岳兵師団は、それでもなんとか5キロ進んだが、そこで、ソ連軍の激しい反攻にあい釘付けとなった。一方、第3山岳兵師団の先頭部隊はロシア道路とニュー道路の分岐点の250メートル足らずまで進んだが、そこで、おおよそソ連軍1個連隊が保持している陣地にぶつかった。どちらの師団の進撃もソ連軍の激しい反攻にあって、止まってしまった。第3山岳兵師団長は、攻撃の再開には、補給物資の集積に最低一日は必要と報告した。
作戦第五日(9月12日)に、第2山岳兵師団は攻撃を再開して、なんとか1.6km南進したが、進撃した分は、その夜のソ連軍の反攻で帳消しになった。第3山岳兵師団は、9月14日に攻撃を再開したが、最初からソ連軍の反攻とぶつかってしまい頓挫した。
どちらの師団の攻勢部隊も、ラバによる荷駄輸送に頼っており、なんとか食料は運べれていたが、攻勢作戦用の弾薬集積には、不十分だった。その後、冷雨が続き、どちらの部隊も攻撃を行わず、現在地で守備体制をとりつつ弾薬補給を待つことになった。
ノルウェー駐留軍司令部は、9月13日に、11日と12日にノルウェー沿岸航路で貨物船がイギリス海軍により撃沈されたので、海軍がノールカップ以東への船舶輸送を停止していることを知った。ファルケンホルストは、9月15日に、総統大本営でヒトラーと会談した際に、第6山岳兵師団をXXXVI軍団の戦線に転用する事を提案したが、ヒトラーは、来年春のムルマンスク攻略を諦めておらず、提案を拒否した。
9月18日には、ディートルとブッシェンハーゲン少将（軍参謀長）は、この攻勢作戦を停止する事に決めた。第3山岳兵師団は、17日に攻勢を再開したが、18日にはPolyarnyy師団2個連隊の反撃を受けて、これ以上の損害を避ける為に、師団長は、リスタ川西岸への退却を求め、ディートルは渋々、これを許可した。そして、第3山岳兵師団は26日には、リスタ川西岸へ撤収した。ノルウェー駐留軍は、21日に、正式に作戦の中止を決定した。しかし、ヒトラーは、翌年の春に、第6山岳兵師団が参加してのムルマンスク攻略を諦めておらず、山岳軍団は、リスタ川西岸に越冬用の防衛陣地を構築するよう命じられた。

## 結果
攻勢作戦が打ち切りになったあと、山岳軍団は、リスタ川西岸で防衛陣地を築き守勢に移った。この作戦でのドイツ軍の損害は、10290人と非常に高い損失率であった。第6山兵岳師団が到着した10月に、第3山岳兵師団は、フィンランド南部を経由して、ドイツ本国に帰還することになった。1941年12月のモスクワ前面での敗北により、ドイツの短期勝利の見込みはなくなり、北極海船団によるレンド・リース法支援物資の受け入れ港であるムルマンスクとムルマンスク鉄道の重要性は、ドイツ軍側でもあらためて認識されたが、この地区からのムルマンスク攻略は、本作戦の経験より再考されることはなかった。

## 作戦失敗の原因
戦史家のZiemkeは、作戦失敗の原因として、以下の点をあげている。
- 軍事作戦に不適切で、著しく防衛側に有利な地形。なにも敵の抵抗がなくても、1時間に1kmしか進めないレベルだった。
- OKWの作戦地図のあやまり。ソ連製地図で道路でないものを、道路と表記したのは、重大なミスだった。
- 甚だしく、不利な補給インフラの格差。ソ連軍は、ムルマンスク鉄道を使って、増援・補給ができたが、ドイツ側は、ナルビクから沿岸航路で、これは、イギリス海軍、ソ連海軍の脅威にさらされていた。ペツァモ港は、入り口がリョーバチ半島のソ連軍重砲の射程圏内で使えなかったので、キルケネスから車両運送になったが、道路は貧弱だった。
- ソ連軍戦力の過小評価。OKWの情報評価では、対抗するのは貧弱な装備の1個師団弱を予測していたが、実際には2個師団で、ソ連軍は頑強に抵抗した。更に、ソ連軍の沿岸上陸作戦については、想定していなかった。
- 不十分な空軍の支援。空軍の増援は、ノルウェー駐留軍からOKWを経由して、空軍総司令部(OKL)すなわちゲーリングに依頼しないと出来ないが、OKLは主戦線からの戦力転用に消極的だった。

そして、7月の2回目のリスタ川総攻撃のあと、ディートルが報告した時に、この作戦は打ち切って、ペツァモの防衛に必要な兵力を除いて主力は、XXXVI軍団の戦線に投入すべきであった、と結論づけている。ドイツ軍は、軍事的にも経済的にも無価値な領域を取得しただけで、ほぼ1個師団近くを失うことになった。